# Michael Marinaro
Michael Marinaro (* 7. Januar 1992 in Sarnia, Ontario) ist ein kanadischer Eiskunstläufer, der im Paarlauf antritt. Zusammen mit Kirsten Moore-Towers gewann er bei den Vier-Kontinente-Meisterschaften 2019 die Silbermedaille.

## Karriere
Marinaro nahm zusammen mit Margaret Purdy im Jahr 2010 zum ersten Mal an den Juniorenweltmeisterschaften teil. Das Paar belegte den achten Platz. Bei der zweiten Teilnahme 2012 verbesserten sie sich auf den fünften Platz. Im Jahr 2013 wurden sie schließlich Vizeweltmeister im Paarlauf der Junioren. In der Saison 2013/14 nahm das Paar an Skate America und Skate Canada teil. Bei den Vier-Kontinente-Meisterschaften erreichten sie den sechsten Platz.

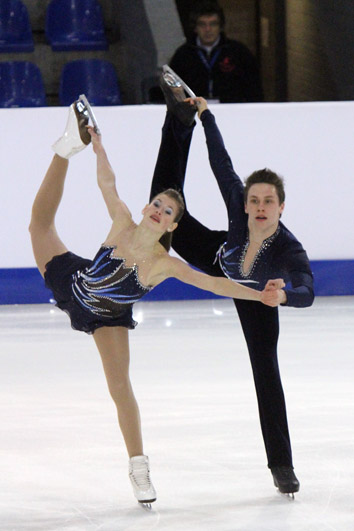
Marinaro und Margaret Purdy bei den Juniorenweltmeisterschaften 2010

Seit Frühling 2014 läuft Marinaro zusammen mit Kirsten Moore-Towers. Im Jahr 2019 wurden sie erstmals kanadische Meister im Paarlauf. Bei den Vier-Kontinente-Meisterschaften 2019 gewannen sie die Silbermedaille hinter Sui Wenjing und Han Cong. In der Saison 2019/20 qualifizierten sich Marinaro und Moore-Towers durch zwei Silbermedaillen bei Wettbewerben der Grand-Prix-Serie für das Grand-Prix-Finale, in dem sie den fünften Platz erreichten.

## Ergebnisse
Zusammen mit Kirsten Moore-Towers im Paarlauf:
| Meisterschaft / Jahr                                                  | 2015    | 2016    | 2017    | 2018    | 2019    | 2020    | 2021    |
| --------------------------------------------------------------------- | ------- | ------- | ------- | ------- | ------- | ------- | ------- |
| Olympische Spiele                                                     |         |         |         | 11.     |         |         |         |
| Weltmeisterschaften                                                   |         | 8.      |         | 6.      | 7.      | A       | 6.      |
| Vier-Kontinente-Meisterschaften                                       | 9.      |         | 7.      |         | 2.      | 3.      |         |
| Kanadische Meisterschaften                                            | 4.      | 4.      | 3.      | 3.      | 1.      | 1.      | A       |
| Wettbewerb / Saison                                                   | 2014/15 | 2015/16 | 2016/17 | 2017/18 | 2018/19 | 2019/20 | 2020/21 |
| GP Finale                                                             |         |         |         |         |         | 5.      |         |
| GP Skate Canada                                                       | 6.      | 3.      |         |         | 3.      | 2.      | A       |
| GP Internationaux de France                                           | 7.      |         |         |         |         |         |         |
| GP Rostelecom Cup                                                     |         | 7.      |         |         |         |         |         |
| GP NHK Trophy                                                         |         |         |         |         | 4.      | 2.      |         |
| GP Cup of China                                                       |         |         |         | 3.      |         |         |         |
| CS Nebelhorn Trophy                                                   |         |         |         |         |         | 1.      |         |
| GP = Grand Prix; CS = Challenger Series; A = Ausgefallener Wettbewerb |         |         |         |         |         |         |         |